# Sambong (Ngasem)
Sambong is een bestuurslaag in het regentschap Bojonegoro van de provincie Oost-Java, Indonesië. Sambong telt 1357 inwoners (volkstelling 2010).